# Эллиотт, Мисси
Мели́сса А́рнетт «Ми́сси» Э́ллиотт (англ. Melissa Arnette "Missy" Elliott; род. 1 июля 1971, Портсмут, Виргиния, США) — американская певица, рэпер, автор песен и музыкальный продюсер, обладательница пяти премий «Грэмми». Продажи её альбомов в США составляют более 30 миллионов копий. Она является единственной исполнительницей рэпа, чьи шесть альбомов получили статус платиновых от RIAA.
Эллиотт известна благодаря серии хитов и видеоклипов, включая «The Rain (Supa Dupa Fly)», «Hot Boyz», «Get Ur Freak On», «One Minute Man», «Work It», «Gossip Folks», «Pass That Dutch», «Lose Control» и «Ching-a-Ling». Также Эллиотт занимается созданием песен как автор и продюсер, одна и в сотрудничестве с Тимбалэндом. Она принимала участие в написании песен для таких певиц, как Алия, Моника, группы Destiny’s Child, Little Mix, Mýa, Уитни Хьюстон, SWV, Trina, Nicole Wray, Fantasia, Сиара, Raven Symone, Keyshia Cole, Мэрайя Кэри, Джанет Джексон и Lil’ Mo.
В 2013 году вышел альбом певца G-Dragon с участием Мисси.

## Юность
Мелисса Арнетт Эллиот родилась 1 июля 1971 года в Портсмуте, штат Вирджиния, в семье Патриции, диспетчера энергетической компании, и Ронни, бывшего морского пехотинца США. В детстве она пела в церковном хоре. В возрасте четырёх лет Мелисса хотела стать артисткой и часто выступала для своей семьи. Позднее семья переехала в Джексонвилл, штат Северная Каролина. Эллиот любила ходить в школу, так как там у неё было много друзей, хотя она мало интересовалась учёбой. Когда её отец вернулся из морской пехоты, семья вернулась в Виргинию, где жила в крайней нищете.
Жизнь в Виргинии была полна трудностей. Позднее Эллиот рассказывала о домашнем насилии со стороны своего отца. Она отказывалась ночевать у друзей, опасаясь, что по возвращении домой найдет свою мать мертвой. Когда Эллиот было восемь, её домогался двоюродный брат. Однажды, Ронни Эллиот вывихнул плечо своей жене, при другом инциденте самому Ронни угрожали пистолетом. Когда Мелиссе было четырнадцать лет, мать решила покончить с таким положением дел и сбежала с дочерью под предлогом поездки на местном автобусе. На самом деле они нашли убежище в доме одного из родственников, где их вещи хранились в грузовике. Мать и дочь боялись, что отец убьет их обеих за то, что они уехали.
Позже она заявила: Когда мы уехали, моя мать поняла, насколько она самостоятельна, и это внушило мне уверенность. Ей потребовалось покинуть свой дом, чтобы осознать это.
Мелисса и её мать жили в районе Ходжес-Ферри в Портсмуте, штат Вирджиния. Эллиот окончила среднюю школу Мэнор в Портсмуте, штат Вирджиния, в 1990 году.

## Карьера
В 1991 году Эллиот сформировала женскую R&B-группу под названием Fayze с друзьями Ла’Шоном Шеллманом, Чонитой Коулман и Радией Скотт. Она наняла своего соседского друга Тимбалэнда в качестве продюсера группы и начала записывать демо-треки, среди которых был промо-ролик 1991 года «First Move». Позже, в 1991 году, группа привлекла внимание участника группы Jodeci и продюсера ДеВанте Свинга. Вскоре группа переехала в Нью-Йорк и подписала контракт с лейблом Elektra Records, а также изменила название на Sista. Их дебютная песня называлась «Brand New» и была выпущена в 1993 году. Эллиот взяла в группу Тимбаленда и Мелвина Барклиффа.
Тимбалэнд и ДеВанте совместно записали альбом для Sista под названием 4 All the Sistas Around da World. Эллиот познакомилась с Мэри Джей Блайдж. Несмотря на то, что были выпущены видеоклипы на оригинальную и ремикс-версии сингла «Brand New», альбом был отложен в долгий ящик и так и не был выпущен. Один из треков группы, «It’s Alright» попал в саундтрек к фильму «Опасные мысли», но к концу 1995 года многие участники группы покинули её. Эллиот, Тимбалэнд, Магу, Джинувайн и Плайя оставались вместе и работали над записями друг друга в течение оставшейся части десятилетия в качестве музыкального коллектива The Superfriends.

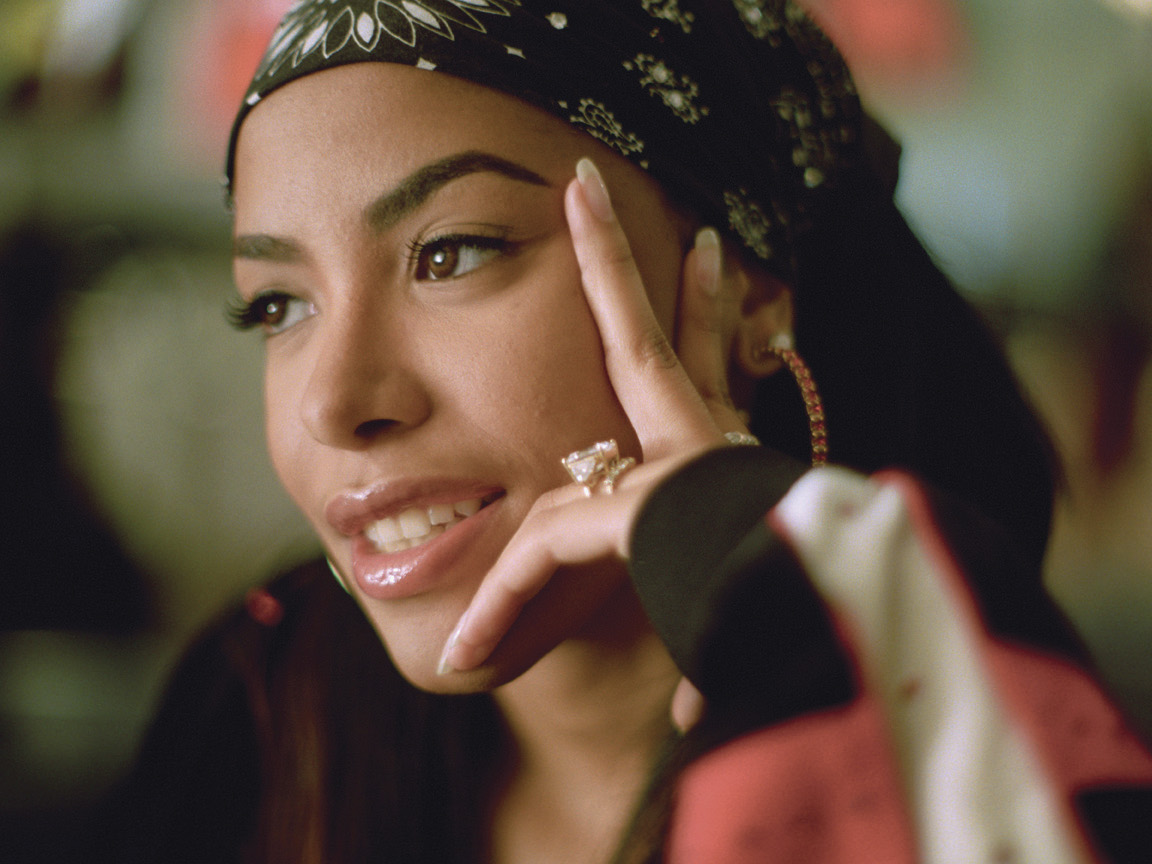
В конце 90-х Эллиот начала сотрудничать с другими исполнителями, одним из которых была Алия

Впоследствии Эллиот и Тимбалэнд остались вдвоем и стали заниматься написанием песен и продюсированием, создавая треки для таких групп, как SWV, 702 и для певицы Алии. Эллиотт внесла свой бэк-вокал или рэп почти во все треки, над которыми она и Тимбалэнд работали. Эллиотт начала свою карьеру в качестве вокалиста, читая рэп на ремиксах различных исполнителей, включая Пи Дидди, Джину Томпсон, MC Lyte и New Edition. Комбс надеялся подписать контракт с Эллиот на его лейбле Bad Boy Records, но вместо этого она подписала контракт на создание своего собственного лейбла, The Goldmind Inc., совместно с East West Records, которая в то время была подразделением Elektra Entertainment Group. Тимбалэнд снова был нанят в качестве её партнера по продюсированию. Мисси продолжала работать с другими исполнителями. В середине 1997 года был выпущен её дебютный альбом, Supa Dupa Fly. Успех лид-сингла альбома «The Rain» привел к тому, что тот стал платиновым.
Немалый вклад в успех альбома внесли музыкальные клипы, режиссёром которых стал Гарольд Уильямс, который создал много новаторских хип-хоп, афро-футуристических видео в то время. Альбом был номинирован на премию Грэмми за лучший рэп-альбом 1998 года. В этом же году Эллиотт также выступила в прямом эфире на шоу MTV Video Music Awards в ремиксе на песню Lil' Kim «Ladies Night» с Da Brat, Энджи Мартинес и Лизой Лопес. Эллиотт продолжила свою успешную карьеру в качестве продюсера и автора песен. Она написала и спродюсировала два трека на альбоме Уитни Хьюстон 1998 года My Love Is Your Love. Эллиот также спродюсировала и выступила в качестве приглашенного исполнителя на дебютном сольном сингле Мелани Браун «I Want You Back», который возглавил UK Singles Chart в Великобритании и является единственной песней Эллиот, возглавляющей чарт в этой стране.
Несмотря на свою мрачность, второй альбом Эллиотт Da Real World стал столь же успешным, как и первый, продав 1,5 миллиона копий и 3 миллиона копий по всему миру. Также в 1999 году Эллиот выступила вместе с Da Brat в официальном ремиксе на сингл Мэрайи Кэри «Heartbreaker». Для ремикса было снято музыкальное видео, снятое в черно-белом цвете. Ремикс «The Desert Storm» получил признание музыкальных критиков и стал культовым. Следующий альбом Miss E… So Addictive был выпущен 15 мая 2001 года. Он дебютировал на 2-м месте в США и разошелся тиражом 250 000 копий за первую неделю. Эллиотт была сопродюсером и соавтором сингла «Lady Marmalade» для альбома Moulin Rouge! Music from Baz Luhrmann’s Film, который занял 1-е место в Billboard Hot 100 в 2001 году .
В 2002 году вышел четвёртый альбом Эллиотт, Under Construction. Он известен как самый продаваемый женский рэп-альбом с 2,1 миллиона проданных копий в Соединенных Штатах. В 2002 году Мисси получил премию Грэмми за лучшее рэп исполнение за песню «Get Ur Freak On». В 2003 году альбом получил номинации на премию Грэмми за лучший рэп-альбом и альбом года. Её шестой сольный альбом The Cookbook был выпущен 4 июля 2005 года. Он дебютировал на 2-м месте в чартах США и был сертифицирован золотым, продав 645 000 копий в Соединенных Штатах. Работа Эллиота в эпоху кулинарных книг была широко признана. В 2005 году Эллиот получила 5 номинаций на премию Грэмми. Первый сингл альбома, «Lose Control», получил премию Грэмми за лучшее видео и был номинирован на лучшую рэп-песню. Эллиотт стала лучшей исполнительницей хип-хопа на церемонии American Music Awards, и была номинирована на премию BRIT Awards 2006 года как лучшая международная исполнительница.

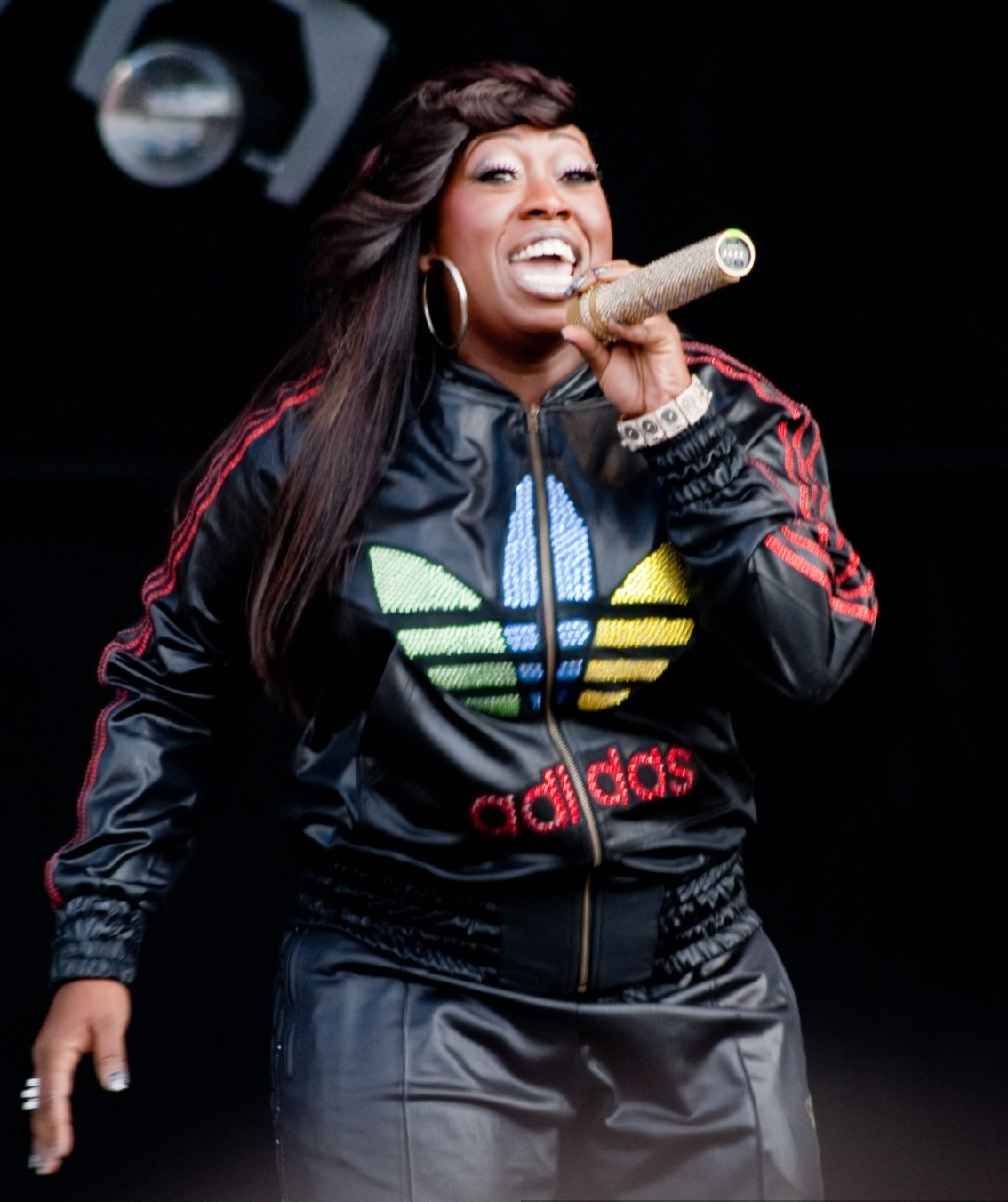
Мисси Эллиот в 2006 году

В 2007 году Мисси планировала выпустить свой седьмой студийный альбом FANomenal, затем она изменила его название на Block Party. Позже она решила отказаться от этого альбома. Четыре года спустя, в 2012 году, Эллиотт выпустила два сингла с Тимбалэндом, «9th Inning» и «Triple Threat» исключительно для iTunes. Хотя песням удалось попасть в чарты Billboard Hot Digital Songs, в интервью Yahoo Мисси рассказала о своем перерыве в записи: Вашему мозгу нужно время, чтобы освежиться! Иногда приходит момент, когда ты хочешь писать о чём-то другом. Например, сколько ещё мы будем петь о клубе? Я не собираюсь выпускать одни и те же пластинки.
В перерывах между записью своего седьмого альбома Мисси Эллиотт продолжала писать песни для других исполнителей. В середине 2010 года Эллиотт отправилась в тур по Европе, Азии, Африке и Австралии, затем выступила на VH1, исполнив песни «Get Ur Freak On» и «Work It». В 2008 году она появилась в клипе «Whatcha Think About That» группы The Pussycat Dolls. В 2011 и 2012 годах Эллиотта выступала в качестве приглашенного исполнителя в синглах ряда исполнителей.
В течение 2013 года Мисси Эллиотт была включена в альбом Ив Wanna Be, а также в синглы Little Mix «How Ya Doin'?» и «NiLiria» G-Dragon, который был назван журналом Complex одной из «50 лучших песен 2013 года». В декабре 2013 года она получила номинацию на Грэмми. Уже в июле 2013 года Мисси Эллиот и Тимбалэнд провели записи для дебюта Кэт Далии My Garden. В августе 2013 года певица Фейт Эванс сообщила, что Мисси Эллиот будет представлена на её шестом студийном альбоме, предварительно названном Incomparable.
В марте 2014 года Фейт Эванс сообщила, что один из её треков «I Deserve It» будет с участием Мисси и её протеже Шарайи Джей. Эванс также сказала, что в общей сложности Эллиотт внесла три трека в её альбом. 11 февраля 2015 года Эллиот заявила, что она все ещё находится в процессе записи своего седьмого студийного альбома Block Party с Тимбалэндом. 2 апреля 2015 года Фаррелл Уильямс подтвердил, что он работал над альбомом Эллиот. 12 ноября 2015 года сингл «WTF (Where They From)» и его музыкальное видео были одновременно выпущены в цифровом виде. К 19 ноября песня и её видео транслировались 6,1 миллиона раз только в США, с дополнительным количеством в 16 миллионов просмотров на YouTube.
7 февраля 2016 года Эллиот выпустила рекламный сингл «Pep Rally». После неожиданного появления с группой TLC на телевизионном шоу 2016 года Taraji’s White Hot Holidays. она объявила о планах выпустить документальный фильм, рассказывающий о её влиянии на музыкальную индустрию. В полночь 27 января 2017 года был выпущен её сингл под названием «I’m Better».
В июле 2018 года Мисси Эллиотт выложила в социальных сетях фрагмент под названием «ID» от Скриллекса, дата выхода сингла ещё не была объявлена. Месяц спустя она появилась в сингле Арианы Гранде «Borderline», с её четвёртого студийного альбома певицы Sweetener. В октябре 2018 года Эллиот объявила, что работает над своим новым альбомом, который выйдет в 2019 году. 20 марта 2019 года Лиззо выпустила совместную работу с Эллиоттом под названием «Tempo». 13 июня Эллиот была включена в Зал славы авторов песен, став первой женщиной-рэпером, удостоенной этой чести. Она также получила степень почетного доктора музыки в Музыкальном колледже Беркли и премию Майкла Джексона Video Vanguard Award. Она также стала первой женщиной-рэпером, получившей эту награду.
23 августа 2019 года Эллиотт выпустила мини-альбом под названием Iconology. Он включает в себя множество музыкальных жанров и получил положительные отзывы критиков. После выхода альбома она также выпустила лид-сингл «Throw It Back». Мисси начала писать вдохновляющую музыку, чтобы противостоять основным тенденциям. Сингл «DripDemeanor» был выпущен в качестве второго сингла альбома 22 октября. «Why I Still Love You» был выпущен в качестве третьего сингла 17 января 2020 года. «Cool Off» был выпущен в качестве четвёртого и последнего сингла с альбома 21 апреля 2020 года.
26 июня 2020 года Эллиот приняла участие в записи ремикса на сингл Тони Брэкстон «Do It». Она выступила сопродюсером трека вместе с Хэнноном Лейном.
13 августа 2020 года она приняла участие в записи ремикса сингла «Levitating» Дуа Липы, в котором также фигурировала Мадонна. Ремикс был спродюсирован Мадонной. В отличие от Мадонны, Эллиот снялась в клипе. Он был снят режиссёром Уиллом Хупером.

## Личная жизнь
Эллиот говорила, что хочет завести семью, но боится рожать. В 2008 году она заявила: Я не знаю, смогу ли я вынести такую боль [от родов]. Может быть, в 2020 году придумают какой-то другой способ. Но сейчас я бы предпочла просто усыновить ребёнка.
Она иногда общается с отцом, но призналась, что до сих пор не простила его за насилие в семье.
В июне 2011 года Мисси рассказала журналу People, что её долгое отсутствие в музыкальной индустрии было вызвано гипертиреозом. Диагноз ей поставили после того, как она чуть не разбила машину из-за сильных спазмов ног во время вождения. У неё возникли серьёзные симптомы болезни, она даже не могла держать ручку, чтобы писать песни. После лечения её состояние стабилизировалось.

## Награды

### Грэмми
- 2002 — Лучшее совместное вокальное поп-исполнение: «Lady Marmalade» (песня группы Labelle, была спродюсирована Мисси Эллиотт)[47]
- 2002 — Лучшее исполнение сольного рэпа: «Get Ur Freak On»
- 2002 — Лучший видеоклип: «Lose Control»
- 2003 — Лучшее женское сольное исполнение рэпа: «Scream a.k.a. Itchin»
- 2004 — Лучшее женское сольное исполнение рэпа: «Work It»

### MTV Video Music Awards
- 2001 — Лучшее видео из фильма: «Lady Marmalade» с Кристиной Агилерой, Lil' Kim, Mýa и P!nk
- 2001 — Видео года: «Lady Marmalade» с Кристиной Агилерой, Lil' Kim, Mýa и P!nk
- 2003 — Лучшее хип-хоп видео: «Work It»
- 2003 — Видео года: «Work It»
- 2005 — Лучшее танцевальное видео: «Lose Control»
- 2005 — Лучшее хип-хоп видео: «Lose Control»
- 2006 — Лучшие спецэффекты в видео: «We Run This»

## Дискография

### Студийные альбомы
- Supa Dupa Fly (1997)
- Da Real World (1999)
- Miss E… So Addictive (2001)
- Under Construction (2002)
- This Is Not a Test! (2003)
- The Cookbook (2005)

### Сборники
- Recipe of Hits (2005)
- Respect M. E. (2006)
- Original Album Series (2013)[48]

### Мини-альбомы
- Iconology (2019)[49]

## Фильмография
- Family Matters (1997)
- The Wayans Bros.(1998)
- Pootie Tang (2001)
- Лапочка (2003)
- Fade to Black (2003)
- Подводная братва (2004)
- Just for Kicks (2005)
- Cribs (2005)